# Ada (Oklahoma)
Ada es una ciudad ubicada en el condado de Pontotoc en el estado estadounidense de Oklahoma. En el año 2010 tenía una población de 16810 habitantes y una densidad poblacional de 412,01 personas por km².

## Geografía
Ada se encuentra ubicada en las coordenadas 34°45′49″N 96°40′6″O / 34.76361, -96.66833 (34.763661, -96.668214).

## Demografía
Según la Oficina del Censo en 2000 los ingresos medios por hogar en la localidad eran de $22,977 y los ingresos medios por familia eran $31,805. Los hombres tenían unos ingresos medios de $25,223 frente a los $17,688 para las mujeres. La renta per cápita para la localidad era de $14,666. Alrededor del 21.4% de la población estaban por debajo del umbral de pobreza.